# Faouzia Aloui
Faouzia Aloui (tiếng Ả Rập: فوزية العلوي) (sinh năm 1957 tại Kasserine) là một nhà thơ và nhà văn tiểu thuyết người Tunisia. Cô là một giáo viên văn học Ả Rập tại trường trung học từ năm 1980.

## Công việc
Cô là một nhà thơ và nhà văn tiểu thuyết với hai tập thơ và ba tập truyện ngắn.

### Thơ phú
- Flying isthme (1997)

### Sách
- Một xác sống (2010) [4]
- Ali và chú ngựa của gió (1995)
- Các sắc tố (1999)